# 南非國家傳染病研究所
南非國家傳染病研究所（英語：The National Institute for Communicable Diseasese，縮寫NICD），是南非的國家公共衛生研究所，提供參考微生物學、病毒學、流行病學、監測和公共衛生研究，以支持政府應對傳染病威脅。南非國家傳染病研究所為南非政府、南部非洲發展共同體國家和非洲大陸提供傳染病知識和專業知識。該機構協助規劃支持和應對傳染病的政策和計劃。

## 目標
- 通過監測和研究發現傳染病的暴發和流行病。
- 有效應對和預測即將發生的傳染病暴發和流行病。